# Noa Ignite
Noa Ignite, av företaget skrivet NoA Ignite, är en e-handelsbyrå med kontor i Stockholm, Oslo, Köpenhamn och Krakow och ingår i det Skandinaviska byrånätverket The North Alliance. Företaget grundades när digitalbyrån Making waves slogs ihop med Oakwood och Hello great works.
Making waves grundades i Oslo 2001 och blev 2014 uppköpt av The North Alliance (Noa). År 2011 etablerade Making waves sitt första kontor i Stockholm och 2016 slogs svenska-amerikanska Nansen och Making waves ihop till en gemensam byrå. Under 2017 gick även Noa-ägda webbyrån Great works samman med Making waves för att bli deras kreativa business studio.
År 2020 köpte Making waves moderbolag, The North Alliance ehandelsbyrån Oakwood som grundades 2006 av Sebastian Broms som vid uppköpet hade cirka 20 anställda med kunder som Gina Tricot, Aco, Eytys och Fjällräven. Utöver dessa företag har Noa Ignite även kunder som SAS, Coop och Electrolux.

## Priser och utmärkelser i urval
- Webby Awards 2013 – Consumer Electronics[7] – Oakwood
- Lovie Awards 2014 – Websites – Best practices för Urbanears [8] – Oakwood
- Episerver Awards 2016 – Årets Brand/information lösning [9] – Making Waves
- Cannes Lions Innovation Grand Prix 2017 [10] – Making Waves
- Eurobest Grand Prix for Good 2017 – Making Waves
- D&AD 201 Yellow Pencil 2017 – Making Waves
- Red Dot Award 2017 – Making Waves
- Guldägg i kategorin "Aktivering" för "The Humanium Metal Initative" (Great Works) 2018 [11] – Making Waves